# Opad średni w zlewni
Opad średni w zlewni – średnia wysokość opadów – opad średni na terenie zlewni – jest to taka wysokość opadu, która powstałaby przy założeniu równomiernego rozkładu opadu na danym obszarze jaki sumarycznie wystąpił. Opad średni można wyznaczyć dla określonego przedziału czasowego (roczny, miesięczny, itp.).
Metody określenia:
- metoda wieloboków równego zadeszczenia
- metoda izohiet
- metoda hipsometryczna
- metoda regionów opadowych